# London Platinum and Palladium Market
Il London Platinum and Palladium Market (LPPM) è il principale mercato mondiale del platino e del palladio. Ha sede a Londra, Regno Unito.

## Storia
Il platino ed il palladio hanno una storia molto recente a differenza dell'oro e dell'argento che era conosciuti già dalle primissime civiltà. Il platino è stato categorizzato come metallo prezioso nel 1971 e il palladio è stato isolato per la prima volta 200 anni fa. In questo periodo relativamente breve e malgrado la loro limitata disponibilità, hanno dato il maggior contributo ai progressi scientifici moderni.

Londra è sempre stata un importante centro per i metalli.

Nel 1973 fu creata la "London Platinum Quotation" (quotazione del platino di Londra), precursore dell'attuale sistema; due volte al giorno ne veniva fissato il prezzo di mercato e veniva riportato alle maggiori compagnie del settore.

Nel 1979 i principali venditori di Londra e Zurigo si accordarono per standardizzare le specifiche e la provenienza dei metalli che avrebbero accettato come merce di scambio.

Nel 1987 il mercato informale che era in essere da diversi anni venne formalizzato da un atto di costituzione nella odierna London Platinum and Palladium Market.

## Contrattazioni
Operando come principali issuer dei propri contratti, i membri fanno il mercato decidendo il prezzo di vendita e d'acquisto. Tali quotazioni vengono da essi stabilite arbitrariamente in relazione alle esigenze del mercato mondiale. Tali contrattazione hanno luogo durante le ore lavorative a Londra e a Zurigo.  

## Prezzo
Il prezzo è espresso in dollari statunitensi per oncia e tale quotazione è convertibile in qualsiasi moneta.

## Scorte
Le scorte per lo stoccaggio e la messa in sicurezza delle materie prime avviene in camere blidate ad alta sicurezza. Le tariffe per tale servizio sono sottoposte a negoziazione. Entrambi i metalli possono essere accreditati su conti "locati" o "non locati".
Molti clienti non posseggono fisicamente le proprie scorte di metalli ma aprono solo dei conti evitando di dovere prendere fisicamente la merce, trasportarla correndo il rischio di sottrazioni indebite, nonché custodirla a caro prezzo. Questo sistema è di gran lunga il più utilizzato in quanto conveniente e sicuro (unallocated account).
Per contro esistono gli allocated account che prevedono che i clienti entrino fisicamente in possesso delle materie prime.

## Mercato
Tale mercato ha tre categorie: i full, gli associati e gli affiliati.
- I membri associati sono quelle società che sono state riconosciute dalla commissione come tali premiando il lavoro di contrattazione e vendita grazie all'appropriato livello di competenze ed esperienza maturato negli anni.
- I membri full sono quelle società che sono state riconosciute dalla commissione come tali per meriti come per gli Associati oltre che per la loro offerta di servizi aggiuntivi e complementari come il market-making, il clearing services, il refining o il manufacturing. C'è da dire inoltre che tutti i membri fondatori del mercato sono membri full.
- Gli affiliati sono tutti quelli che non raggiungendo per meriti gli associati e i full, vengono comunque riconosciuti dall'LPPM in quanto sono coinvolti comunque nel mercato.

Il mercato è gestito da un presidente e da una commissione eletti annualmente dai membri.
Le principali organizzazioni che si occupano della vendita del platino e del palladio a livello mondiale sono rappresentate nel mercato londinese.

### MembriFull
- Barclays Capital
- Bear Stearns Forex Inc.
- Credit Suisse
- Engelhard Metals Limited
- Goldman Sachs International
- HSBC USA London Branch
- Johnson Matthey Plc.
- Mitsui & Co. Precious Metals Inc. (London Branch)
- JPMorgan Chase Bank
- Standard Bank Plc.
- UBS AG

### Membri associati
- ABN AMRO Bank N.V.
- Amalgamated Metal Trading Limited
- Bache Commodities Ltd.
- Banque AIG, London Branch
- BNP Paribas
- Britannic Strategies Ltd.
- Calyon
- Cookson Precious Metals Ltd.
- DD&CO Limited
- Deutsche Bank AG
- Dresdner Bank AG
- Engelhard International Limited
- Fortis Bank S.A./N.V., UK Branch
- Gerald Limited
- HSBC Bank Plc.
- Inco Europe Limited
- Intl Commodities, London Branch
- Investec Bank (UK) Limited
- Koch Metals Trading Ltd.
- Merrill Lynch International
- Mitsubishi Corporation (UK) Plc.
- Morgan Stanley & Co. International Ltd.
- Natixis Commodity Markets Limited
- Richmond Commodities Limited
- The Royal Bank of Canada
- The Royal Bank of Scotland
- Sotiamocatta
- Sempra Metals Ltd.
- Société Générale
- Standard Chartered Bank
- Sumitomo Corporation Global Commodities Limited
- Triland Metals Ltd.
- UOP Limited